# 松岡翔
松岡 翔（まつおか しょう、1990年10月28日 - ）は、日本の俳優、声優、脚本家。本名、同じ。
埼玉県出身。日本工学院専門学校卒業。身長172cm。体重50kg。劇団NLT所属。

## 略歴
2010年、NSC東京校へ入校。翌年、日本工学院専門学校へ入学。在学中からTV番組のナレーションを務めたり、演技を学びつつ自ら執筆したコメディ作品を、有志の役者を募り共に上演したりなどしている。
2013年、ケンユウオフィス附属養成所へ入所。
2015年、劇団NLTに入団し現在に至る。
入団後まもなく、作家の池田政之に師事し、本格的に脚本術を学び始める。

## 出演

### 映像

#### 出演
『仮面ライダーアマゾンズ シーズン2』（Amazonプライムビデオ）
ドラマW『5人のジュンコ』（WOWOW）
『刑事ゆがみ』（CX）
ドラマW『名刺ゲーム』（WOWOW）
大河ドラマ『いだてん ～東京オリムピック噺～』（NHK）
ドラマW『鉄の骨』（WOWOW）
『Giri / Haji』（Netflix）
『映画「からかい上手の高木さん」』（監督: 今泉力哉）

#### 脚本
土曜ドラマ9『やじ×きた 元祖・東海道中膝栗毛』第5話（BSテレビ東京）

### 声の出演

#### ナレーション
『企業魂』（MXTV）
『セゾンカード「男女の価値観篇」』（ラジオCM）

#### 吹き替え
『ネクトン一家の深海探検』（Netflix）
『トラベラーズ』（Netflix）
『グレート・ニュース シーズン2』（Netflix）

### 舞台
『月の小鳥たち』［演出: 池田政之］（シアターグリーン Box in Box）
『お皿の前でごゆるりと ～Who's Bad？～』［演出: 池田政之］（シアターグリーン BASE THEATER）
『ペンキ塗りたて ～残された肖像画～』［演出: グレッグ・デール］（シアターグリーン Box in Box）
『劇場 -汝の名は女優-』［演出: 池田政之］（シアターグリーン BIG TREE THEATER）
『マカロニ金融』［演出: 大江祥彦］（シアターグリーン BIG TREE THEATER）
『やっとことっちゃうんとこな』［演出: 池田政之］（俳優座劇場）
『小さな島の日の出食堂』［演出: 佐藤良洋］（小豆島ふるさと村）
『サナトリウムの春 ～離小島療養所～』［演出:佐藤良洋］（小豆島 肥土山農村歌舞伎舞台）
『法廷外裁判』［演出: 池田政之］（地方巡演）
『明治座・大阪新歌舞伎座 氷川きよし特別公演』［演出:池田政之］（明治座・大阪新歌舞伎座）
『四季の庭』［演出: 釜紹人］（中野MOMO）
『大女優と七人の三文役者』［演出: 佐藤良洋］（新宿シアターモリエール）
『デビュー15周年記念 三山ひろし特別公演』［演出:池田政之］（大阪新歌舞伎座）
『福田こうへい特別公演「鯉名の銀平〜雪の渡り鳥〜」』［演出:池田政之］（大阪新歌舞伎座）
『アウト・オブ・オーダー』［演出:グレッグ・デール］（シアターグリーン BOX in BOX THEATER）
『大女優と七人の三文役者』［演出:佐藤良洋］（小豆島 中山農村歌舞伎舞台）